# 480-km-Rennen auf dem Nürburgring 1990

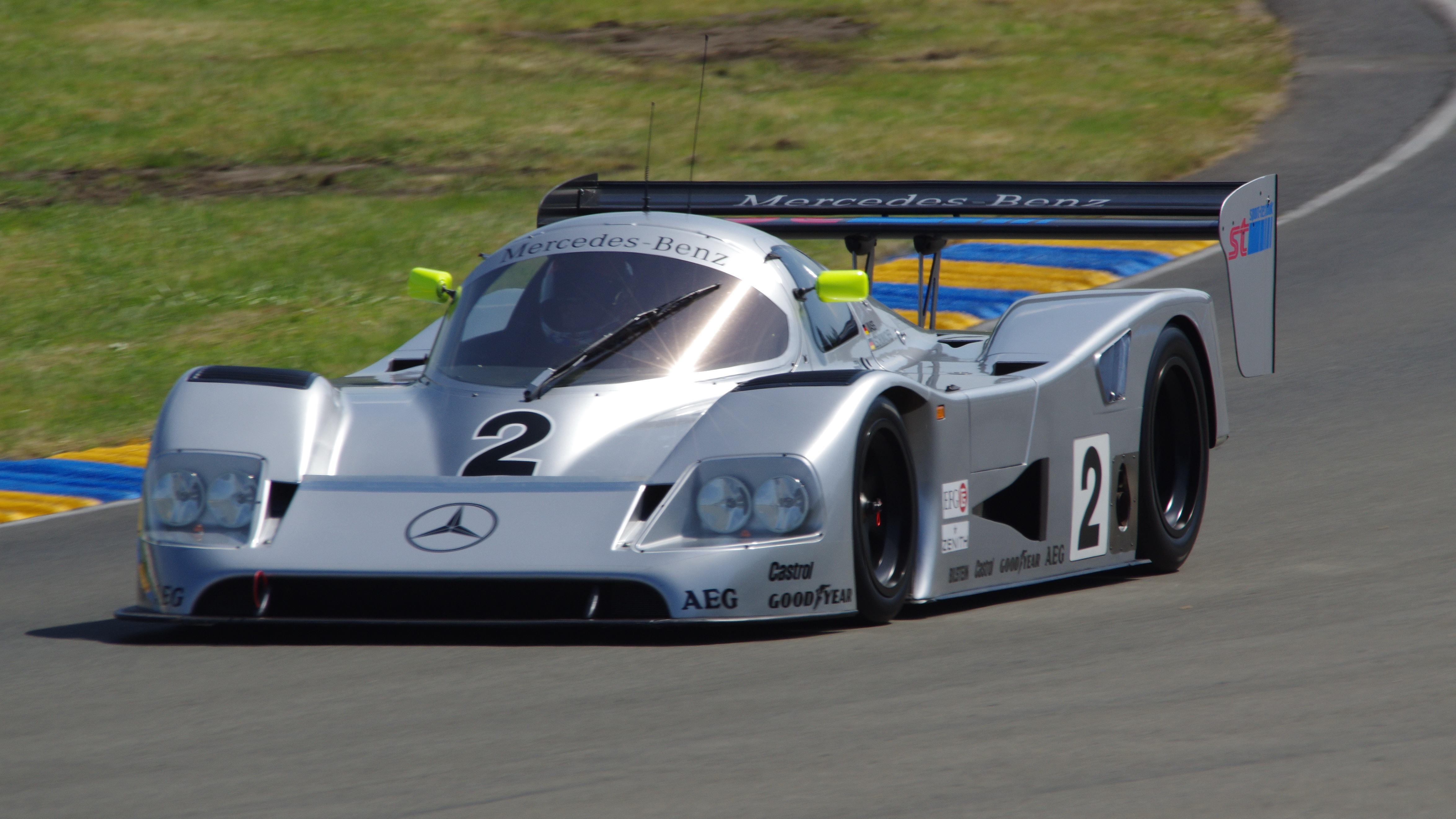
Mercedes-Benz C11 beim Le-Mans-Classic 2014

Das 35. 1000-km-Rennen auf dem Nürburgring, verkürzt auf eine 480-km-Distanz, auch ADAC Sportwagen Weltmeisterschaft, Nürburgring, fand am 19. August 1990 auf dem Nürburgring statt und war der sechste Wertungslauf der Sportwagen-Weltmeisterschaft dieses Jahres.

## Das Rennen
Das Sauber-Mercedes-Team kam als Favorit auf den Gesamtsieg zum Nürburgring und bestätigte diese Rolle eindrucksvoll. Jean-Louis Schlesser und Mauro Baldi gewannen im Mercedes-Benz C11 vor den Teamkollegen Jochen Mass und Michael Schumacher. Mercedes-Benz-Rennleiter Jochen Neerpasch ließ den jungen Schumacher mit dem routinierten Jochen Mass das Rennen fahren. Dabei legte Schumacher eine Talentprobe ab und fuhr so schnelle Rundenzeiten wie Jean-Louis Schlesser. Manfred Winkelhock war als Teampartner von Jochen Dauer im Konrad-Motorsport-Porsche 962C eingeplant, musste aber wegen Rückenschmerzen absagen. Als dann auch Jochen Dauer ausfiel, bestritt Raul Boesel das Rennen alleinfahrend und kam als Gesamtelfter ins Ziel. Kurios war, dass der Werksfahrer von Nissan,  Julian Bailey, nicht antrat. Das Team hatte vergessen, Bailey für seine Pflichtrunden im Training auf die Bahn zu schicken, sodass Mark Blundell wie Boesel allein die gesamte Renndistanz fuhr und als Gesamtfünfter in die Wertung kam.

## Ergebnisse

### Schlussklassement
| 1                  | C1 | 1   | Team Sauber-Mercedes             | Jean-Louis Schlesser Mauro Baldi     | Mercedes-Benz C11 | 106 |
| 2                  | C1 | 2T  | Team Sauber-Mercedes             | Jochen Mass Michael Schumacher       | Mercedes-Benz C11 | 106 |
| 3                  | C1 | 3   | Silk Cut Jaguar                  | Martin Brundle Alain Ferté           | Jaguar XJR-11     | 105 |
| 4                  | C1 | 4   | Silk Cut Jaguar                  | Jan Lammers Andy Wallace             | Jaguar XJR-11     | 105 |
| 5                  | C1 | 23  | Nissan Motorsports International | Mark Blundell                        | Nissan R90CK      | 103 |
| 6                  | C1 | 7   | Joest Porsche Racing             | Bob Wollek Frank Jelinski            | Porsche 962C      | 103 |
| 7                  | C1 | 21  | Spice Engineering                | Cor Euser Costas Los                 | Spice SE90C       | 102 |
| 8                  | C1 | 15  | Brun Motorsport                  | Oscar Larrauri Harald Huysman        | Porsche 962C      | 102 |
| 9                  | C1 | 24  | Nissan Motorsports International | Gianfranco Brancatelli Kenny Acheson | Nissan R90CK      | 102 |
| 10                 | C1 | 13  | Courage Compétition              | Pascal Fabre Lionel Robert           | Cougar C24S       | 101 |
| 11                 | C1 | 33  | Konrad Motorsport                | Raul Boesel                          | Porsche 962C      | 101 |
| 12                 | C1 | 9   | Joest Porsche Racing             | Louis Krages Stanley Dickens         | Porsche 962C      | 100 |
| 13                 | C1 | 17  | Brun Motorsport                  | Bernard Santal Otto Rensing          | Porsche 962C      | 100 |
| 14                 | C1 | 32  | Konrad Motorsport                | Franz Konrad Harri Toivonen          | Porsche 962C      | 100 |
| 15                 | C1 | 12  | Courage Compétition              | Bernard Thuner Michel Trollé         | Cougar C24S       | 99  |
| 16                 | C1 | 27  | Obermaier Racing                 | Otto Altenbach Jürgen Lässig         | Porsche 962C      | 99  |
| 17                 | C1 | 26  | Obermaier Racing                 | Jürgen Oppermann Harald Grohs        | Porsche 962C      | 98  |
| 18                 | C1 | 10  | Porsche Kremer Racing            | Bernd Schneider Sarel van der Merwe  | Porsche 962 CK6   | 98  |
| 19                 | C1 | 34  | Equipe Alméras Freres            | Jacques Alméras Jean-Marie Alméras   | Porsche 962C      | 97  |
| 20                 | C1 | 39  | Swiss Team Salamin               | Antoine Salamin Max Cohen-Olivar     | Porsche 962C      | 96  |
| 21                 | C1 | 35  | Louis Descartes                  | François Migault François Wettling   | ALD C289          | 86  |
| Ausgefallen        |    |     |                                  |                                      |                   |     |
| 22                 | C1 | 37  | Toyota Team Tom's                | Geoff Lees Hitoshi Ogawa             | Toyota 90C-V      | 96  |
| 23                 | C1 | 16  | Brun Motorsport                  | Walter Brun Jesús Pareja             | Porsche 962C      | 90  |
| 24                 | C1 | 11  | Porsche Kremer Racing            | Eje Elgh Anthony Reid                | Porsche 962C      | 72  |
| 25                 | C1 | 14  | Richard Lloyd Racing             | Manuel Reuter Steven Andskär         | Porsche 962C GTi  | 71  |
| 26                 | C1 | 28T | Chamberlain Engineering          | Nick Adams Charles Zwolsman senior   | Spice SE89C       | 65  |
| 27                 | C1 | 36  | Toyota Team Tom's                | Johnny Dumfries Roberto Ravaglia     | Toyota 90C-V      | 50  |
| 28                 | C1 | 40  | The Berkeley Team London         | Pasquale Barberio Ranieri Randaccio  | Spice SE89C       | 49  |
| 29                 | C1 | 8   | Joest Porsche Racing             | Jonathan Palmer Hans-Joachim Stuck   | Porsche 962C      | 16  |
| Nicht gestartet    |    |     |                                  |                                      |                   |     |
| 30                 | C1 | 22  | Spice Engineering                | Cor Euser Costas Los                 | Spice SE90        | 1   |
| 31                 | C1 | 2   | Team Sauber-Mercedes             | Jochen Mass Michael Schumacher       | Mercedes-Benz C11 | 2   |
| 32                 | C1 | 7T  | Joest Porsche Racing             | Hans-Joachim Stuck                   | Porsche 962C      | 3   |
| 33                 | C1 | 11T | Porsche Kremer Racing            | Anthony Reid Eje Elgh                | Porsche 962 CK6   | 4   |
| 34                 | C1 | 23T | Nissan Motorsports International | Mark Blundell                        | Nissan R90K       | 5   |
| 35                 | C1 | 28  | Chamberlain Engineering          | Nick Adams                           | Spice SE89C       | 6   |
| Nicht qualifiziert |    |     |                                  |                                      |                   |     |
| 36                 | C1 | 6   | Joest Racing                     | Jean-Louis Ricci                     | Porsche 962C      | 7   |
| 37                 | C1 | 30  | G.P. Motorsport                  | Beppe Gabbiani Richard Jones         | Spice SE90C       | 8   |
| 38                 | C1 | 41  | Alba Formula Team                | Gianfranco Trombetti Marco Brand     | Alba AR20         | 9   |

1 zurückgezogen
2 Unfall im Training
3 Trainingswagen
4 Ersatzwagen
5 Ersatzwagen
6 Aufhängungsbruch im Training
7 nicht qualifiziert
8 nicht qualifiziert
9 nicht qualifiziert

### Nur in der Meldeliste
Hier finden sich Teams, Fahrer und Fahrzeuge, die ursprünglich für das Rennen gemeldet waren, aber aus den unterschiedlichsten Gründen daran nicht teilnahmen.
| Pos. | Klasse | Nr. | Team       | Fahrer                                       | Chassis      |
| ---- | ------ | --- | ---------- | -------------------------------------------- | ------------ |
| 39   | C1     | 19  | Team Davey | Tim Lee-Davey Fulvio Ballabio Beppe Gabbiani | Porsche 962C |
| 40   | C1     | 20  | Team Davey | Tim Lee-Davey Giovanni Lavaggi               | Porsche 962C |

### Klassensieger
| Klasse | Fahrer               | Fahrer      | Fahrzeug          | Platzierung im Gesamtklassement |
| ------ | -------------------- | ----------- | ----------------- | ------------------------------- |
| C1     | Jean-Louis Schlesser | Mauro Baldi | Mercedes-Benz C11 | Gesamtsieg                      |

### Renndaten
- Gemeldet: 40
- Gestartet: 29
- Gewertet: 21
- Rennklassen: 1
- Zuschauer: 30.000
- Wetter am Renntag: warm und trocken
- Streckenlänge: 4,542 km
- Fahrzeit des Siegerteams: 2:39:15,913 Stunden
- Gesamtrunden des Siegerteams: 106
- Gesamtdistanz des Siegerteams: 481,452 km
- Siegerschnitt: 181,377 km/h
- Pole Position: Jean-Louis Schlesser – Mercedes-Benz C11 (#1) – 1:20,344 = 203,515 km/h
- Schnellste Rennrunde: Jean-Louis Schlesser – Mercedes-Benz C11 (#1) – 1:26,092 = 189,927 km/h
- Rennserie: 6. Lauf zur Sportwagen-Weltmeisterschaft 1990